# André Egli
André "Andy" Egli (ur. 8 maja 1958 w Bäretswil) – piłkarz szwajcarski grający na pozycji środkowego obrońcy.

## Kariera klubowa
Piłkarską karierę Egli rozpoczął w amatorskim klubie FC Amriswil. W 1978 roku przeszedł do Grasshopper Club i zadebiutował w jego barwach w rozgrywkach pierwszej ligi szwajcarskiej. Już w swoim debiutanckim sezonie przebił się do pierwszej jedenastki "Koników Polnych". W 1982 roku został po raz pierwszy w karierze mistrzem Szwajcarii. Z kolei w 1983 roku zdobył zarówno Puchar Szwajcarii, jak i obronił mistrzostwo kraju.
Latem 1984 roku Egli przeszedł do niemieckiej Borussii Dortmund. W Bundeslidze zadebiutował 25 sierpnia w przegranym 1:2 domowym spotkaniu z Hamburger SV. Natomiast w listopadowym meczu z Eintrachtem Brunszwik (3:1) zdobył pierwszą bramkę dla klubu z Dortmundu. Łącznie w całym sezonie zaliczył 6 trafień, a Borussia zajmując 14. miejsce utrzymała się w Bundeslidze.
W 1985 roku Egli wrócił do Grasshoppers i w kolejnych sezonach nadal był podstawowym zawodnikiem tego klubu. W 1988 roku zdobył szwajcarski puchar, a osiągnięcie to powtórzył także w dwóch kolejnych sezonach. W 1990 roku został też po raz trzeci mistrzem kraju i po tym sukcesie odszedł z Grasshoppers, dla którego rozegrał łącznie 336 meczów i strzelił 82 bramki.
Latem 1990 Egli przeszedł do Neuchâtel Xamax. Spędził tam dwa lata, jednak nie osiągnął większych sukcesów. W 1992 roku został zawodnikiem Servette FC i w 1994 roku wywalczył mistrzostwo kraju. Po tym sukcesie zdecydował się zakończyć piłkarską karierę. Liczył sobie wówczas 36 lat.
| Sezon   | Klub              | Kraj       | Rozgrywki      | Mecze | Bramki |
| ------- | ----------------- | ---------- | -------------- | ----- | ------ |
| 1978/79 | Grasshopper Club  | Szwajcaria | Nationalliga A | 28    | 7      |
| 1979/80 | Grasshopper Club  | Szwajcaria | Nationalliga A | 35    | 12     |
| 1980/81 | Grasshopper Club  | Szwajcaria | Nationalliga A | 26    | 7      |
| 1981/82 | Grasshopper Club  | Szwajcaria | Nationalliga A | 30    | 9      |
| 1982/83 | Grasshopper Club  | Szwajcaria | Nationalliga A | 27    | 12     |
| 1983/84 | Grasshopper Club  | Szwajcaria | Nationalliga A | 31    | 7      |
| 1984/85 | Borussia Dortmund | Niemcy     | Bundesliga     | 31    | 6      |
| 1985/86 | Grasshopper Club  | Szwajcaria | Nationalliga A | 29    | 6      |
| 1986/87 | Grasshopper Club  | Szwajcaria | Nationalliga A | 29    | 10     |
| 1987/88 | Grasshopper Club  | Szwajcaria | Nationalliga A | 34    | 4      |
| 1988/89 | Grasshopper Club  | Szwajcaria | Nationalliga A | 31    | 1      |
| 1989/90 | Grasshopper Club  | Szwajcaria | Nationalliga A | 36    | 7      |
| 1990/91 | Neuchâtel Xamax   | Szwajcaria | Nationalliga A | 35    | 3      |
| 1991/92 | Neuchâtel Xamax   | Szwajcaria | Nationalliga A | 17    | 0      |
| 1992/93 | Servette FC       | Szwajcaria | Nationalliga A | 23    | 0      |
| 1993/94 | Servette FC       | Szwajcaria | Nationalliga A | 15    | 1      |

## Kariera reprezentacyjna
W reprezentacji Szwajcarii Egli zadebiutował 9 czerwca 1979 roku w wygranym 2:1 meczu eliminacji do Euro 80 z Islandią. W 1994 roku został powołany przez selekcjonera Roya Hodgsona do kadry na Mistrzostwa Świata w Stanach Zjednoczonych. Tam jednak był rezerwowym i nie rozegrał żadnego spotkania. Po raz ostatni w kadrze wystąpił w czerwcu tamtego roku w przegranym 0:1 sparingu z Włochami. Łącznie w drużynie narodowej rozegrał 77 spotkań i strzelił w nich 8 goli.

## Kariera trenerska
Po zakończeniu kariery Egli został trenerem. W 1995 roku objął zespół FC Thun i w 1997 roku wywalczył z nim awans do drugiej ligi. W 1999 roku został szkoleniowcem FC Luzern, który prowadził przez dwa sezony nie osiągając większych sukcesów. W 2001 roku został zatrudniony na stanowisku trenera drugoligowego niemieckiego SV Waldhof Mannheim. W 2004 roku prowadził FC Aarau, a w 2006 południowokoreański Busan I'Park.